# Огнівцев Микола Петрович
Микола Петрович Огнівцев (нар. 2 квітня 1902, Харків — пом. 3 березня 1992, Харків) — український радянський графік; член Харківської організації Спілки радянських художників України з 1956 року. Заслужений діяч мистецтв УРСР з 1960 року.

## Біографія
Народився 2 квітня 1902 року в місті Харкові (нині Україна). Працював слюсарем у депо «Жовтень». Протягом 1930—1933 років навчався у Харківському художньому інституті, де його викладачами були зокрема Іван Падалка, Павло Голуб'ятников, Микола Бурачек.
У роки німецько-радянської війни був військовим кореспондентом газет «Знамя Родины» та «Мужність». Нагороджений орденами Червоної Зірки (19 травня 1945) і Вітчизняної війни ІІ ступеня (6 квітня 1985),
Після війни працював у харківській газеті «Красное знамя», багато його робіт друкували «Перець» та «Правда України». Жив у Харкові, в будинку на вулиці Гіршмана, № 17, квартира 68. Помер у Харкові 3 березня 1992 року.

## Творчість
Працював в галузі станкової графіки і плаката. Автор понад 2 000 сатиричних малюнків на міжнародні та побутові теми. Серед робіт серії малюнків:
- «Шлях Іуди» (1951);
- «Співробітництво вершника і коня» (1952);
- «Ніч, ранок і день Африки» (1963).

Брав участь у республіканських та всесоюзних виставках з 1952 року. 